# Portachuelo
Portachuelo es un municipio y una pequeña ciudad de Bolivia, capital de la provincia de Sara en el departamento de Santa Cruz. Tiene una población de 14 091 habitantes (INE 2012).

## Toponimia
Al origen de su nombre se le atribuyen diversos significados: unos dicen que proviene del dialecto de la tribu chané que significa 'Puerto Chico'; otra versión popular sostiene que portachuelo deriva de la unión de dos vocablos latinos “porta” puerta y “coeli” cielo y quiere decir "Puerta del Cielo". La palabra "portachuelo" está definida en el diccionario de la Real Academia Española (RAE) como "Boquete abierto en la convergencia de dos montes", por lo que se especula que este sea el origen y significado de este nombre.

## Historia
Fue fundada el 8 de diciembre de 1770 por el sacerdote Juan Felipe Vargas, colaborado por el Capitán Francisco Javier Baca y el Sargento Mayor Diego de Bazán con el nombre de "La Inmaculada Concepción de la Virgen María de Portachuelo". Fue elevada al rango de ciudad por Ley de la República, el 8 de abril de 1926.

### Personajes Ilustres Nacidos en Portachuelo
- Nicolás Ortiz Antelo
- Carlos Hugo (Chino) Méndez
- Nicolás Suárez Callaú
- Alcides Parejas Moreno
- Castulo Chávez
- Ángel María Limpias

## Geografía
Portachuelo se sitúa a unos 72 km al norte de Santa Cruz de la Sierra, junto al río Pirai y el río Güendá. Limita con los municipios de Montero, Warnes, Colpa Bélgica, Santa Rosa del Sara y Buena Vista.

## Demografía
De acuerdo con el censo boliviano de 2024, la población del municipio de Portachuelo es de 20 709 habitantes.
La población del municipio aumentó casi dos tercios entre 1992 y 2024:
| Año  | Habitantes (municipio) | Fuente |
| ---- | ---------------------- | ------ |
| 1992 | 12.667                 | Censo  |
| 2001 | 16.408                 | Censo  |
| 2012 | 17.885                 | Censo  |
| 2024 | 20.709                 | Censo  |

## Economía
Hasta hace unas décadas fue el principal centro de la actividad productiva en el departamento de Santa Cruz.
Portachuelo es un centro agrícola al que se conoce como "Capital Arrocera de Bolivia".
Existe también una significativa riqueza ganadera, porcina y también la avícola que se comercializa en ciudades del interior de Bolivia.
La apicultura es una actividad destacada en la zona.

## Transporte
Portachuelo se ubica a 75 kilómetros por carretera al noroeste de Santa Cruz de la Sierra, capital del departamento.
Desde Santa Cruz, la carretera asfaltada Ruta 4 conduce por Warnes y Montero hasta Portachuelo, y desde allí continúa 398 km al oeste hasta Cochabamba y otros 376 km hasta Tambo Quemado en la frontera con Chile.

## Gastronomía, tradiciones y turismo
En la gastronomía típica se caracteriza por el manjar blanco o dulce de leche, roscas de arroz y de maíz, empanizados, cuñapes, o las famosas "Salchichas de Portachuelo".
Es considerada uno de los pueblos más tradicionales en el oriente boliviano.[cita requerida]
Son apreciadas las festividades religiosas por su manera tradicional de celebrarlas.